# Reach Out I'll Be There
«Reach Out I'll Be There», también formateado como «Reach Out (I'll Be There)», es una canción grabada por Four Tops de su cuarto álbum de estudio Reach Out (1966). Escrita y producida por el equipo de producción principal de Motown, Holland-Dozier-Holland, la canción es una de las canciones Motown más conocidas de la década de 1960, y hoy se considera la canción más emblemática de Four Tops.
Fue la canción número uno en la lista Rhythm & Blues durante dos semanas, y en la lista Billboard Hot 100 durante dos semanas, del 15 al 22 de octubre de 1966. Reemplazó a «Cherish» de The Association y fue reemplazado por «96 Tears» de Question Mark & the Mysterians. La canción también alcanzó el número uno en el UK Singles Chart, convirtiéndose en el segundo ganador de éxitos de Motown en el Reino Unido después del lanzamiento de «Baby Love» de The Supremes en 1964. Reemplazó a «Distant Drums» de Jim Reeves en el número uno en octubre de 1966, y se quedó allí durante tres semanas antes de ser reemplazado por «Good Vibrations» de The Beach Boys en noviembre.
Rolling Stone luego clasificó esta versión en el número 206 en su lista de «Las 500 mejores canciones de todos los tiempos». Billboard clasificó a la grabación como la canción número cuatro de 1966. Esta versión también está actualmente clasificada como la 56.ª mejor canción de todos los tiempos (así como la canción número cuatro de 1966) en una lista agregada de críticos en Acclaimed Music.

## Estilo
El cantante principal Levi Stubbs ofrece muchas de las líneas de la canción en un tono que algunos sugieren que se extiende entre el canto y el grito, como lo hizo en 1965 con «I Can't Help Myself (Sugar Pie Honey Bunch)». El crítico de AllMusic, Ed Hogan, elogia la voz de Stubb, así como el «rock-solid groove» de la canción y «la tensión dramática, semioperística y la liberación». El crítico Martin Charles Strong llama a la canción «una sinfonía de alma de proporciones épicas que sigue siendo la melodía más famosa [de los Four Tops]».
En 2014, entrevistado por The Guardian, el cantante de Four Tops, Duke Fakir, dijo:

«Eddie se dio cuenta de que cuando Levi lograba la parte superior de su rango vocal, sonaba como si alguien estuviera dolido, por lo que le hizo cantar allí mismo. Levi se quejó, pero sabíamos que le encantaba. Cada vez que pensaban que él estaba en la cima, él llegaba un poco más allá hasta que podías escuchar las lágrimas en su voz. La frase "Mire por encima del hombro" fue algo que arrojó espontáneamente. Levi fue muy creativo así, siempre añadiendo algo extra del corazón».

## Personal
- Levi Stubbs - Voces principales
- Abdul "Duke" Fakir, Renaldo "Obie" Benson, Lawrence Payton y The Andantes: Jackie Hicks, Marlene Barrow y Louvain Demps - Voces de fondo
- The Funk Brothers - Instrumentación
- Brian Holland, Lamont Dozier y Edward Holland, Jr. - Escritores
- Brian Holland y Lamont Dozier - Productores

## Listas
| Lista (1966–1967)                           | Posición más alta |
| ------------------------------------------- | ----------------- |
| Alemania (Media Control AG)                 | 13                |
| Australia (Kent Music Report)               | 62                |
| Bélgica (Flandes) (Ultratop 50)             | 10                |
| Canadá (RPM)                                | 6                 |
| Estados Unidos (Billboard Hot 100)          | 1                 |
| Estados Unidos (Hot Rhythm & Blues Singles) | 1                 |
| Estados Unidos (Cash Box)                   | 1                 |
| Estados Unidos (Record World)               | 2                 |
| Irlanda (IRMA)                              | 4                 |
| Italia (FIMI)                               | 68                |
| Nueva Zelanda (Listener)                    | 11                |
| Países Bajos (Dutch Top 40)                 | 8                 |
| Países Bajos (Mega Single Top 100)          | 6                 |
| Reino Unido (UK Singles Chart)              | 1                 |

| Lista (1988)                      | Posición más alta |
| --------------------------------- | ----------------- |
| Irlanda (IRMA)                    | 11                |
| Nueva Zelanda (Recorded Music NZ) | 28                |
| Reino Unido (UK Singles Chart)    | 11                |

| Lista (1993)                    | Posición más alta |
| ------------------------------- | ----------------- |
| Canadá (RPM Adult Contemporary) | 2                 |

| Lista (1966)                       | Posición |
| ---------------------------------- | -------- |
| Bélgica (Ultratop 50 Flanders)     | 67       |
| Estados Unidos (Billboard Hot 100) | 4        |
| Estados Unidos (Cash Box)          | 38       |
| Países Bajos (Dutch Top 40)        | 47       |

| Lista (1993)                    | Posición |
| ------------------------------- | -------- |
| Canadá (RPM Adult Contemporary) | 33       |

## Versiones
Esta canción ha sido versionada por otros artistas y grupos:
- Bill Cosby
- Boyz II Men
- Boyzone
- Bruno Lomas
- David Johansen
- Diana Ross
- Don Byron
- Gloria Gaynor
- Hank Mobley
- Il Divo
- Irene Cara
- Jimmy Barnes
- Ken Tamplin
- Los Cinco Latinos
- Los Salvajes
- Luis Miguel
- Michael Bolton
- Michael McDonald
- Paul Mauriat
- Paul Young
- Richie Kotzen
- Robby Krieger
- Sandro
- Sergio Denis
- The Human League
- The Jackson 5
- The Nolans